# Comté de Katzenelnbogen
1138–1479
Entités précédentes :
- Duché de Franconie

Entités suivantes :
- Landgraviat de Hesse

Le comté de Katzenelnbogen est un ancien État du Saint-Empire romain. Les seigneurs résidant à Katzenelnbogen en Franconie rhénane ont reçu le titre de comte (Graf) de la part du roi Conrad III de Hohenstaufen en 1138. Leur comté existe jusqu'en 1479, date à laquelle la lignée s'éteint et les landgraves de Hesse héritent du territoire.

## Géographie
Le comté comprend deux territoires distincts. La partie principale est l'Untergrafschaft ("comté inférieur") sur le Rhin moyen avec sa capitale Katzenelnbogen et l'Obergrafschaft ("comté supérieur") au sud de la rivière Main autour de Darmstadt, prédécesseur du landgraviat de Hesse-Darmstadt.
L'État tire son nom du château de Katzenelnbogen (littéralement « coude de chat »), siège ancestral des comtes qui lui-même est possiblement nommé d'après le peuple germanique des Chattes et Melibocus (Μηλίβοκον), un toponyme remontant à Ptolémée aujourd'hui appliqué à une haute colline de l'Odenwald sur la Bergstraße de Hesse (la partie qui se trouve au sud),.

## Histoire

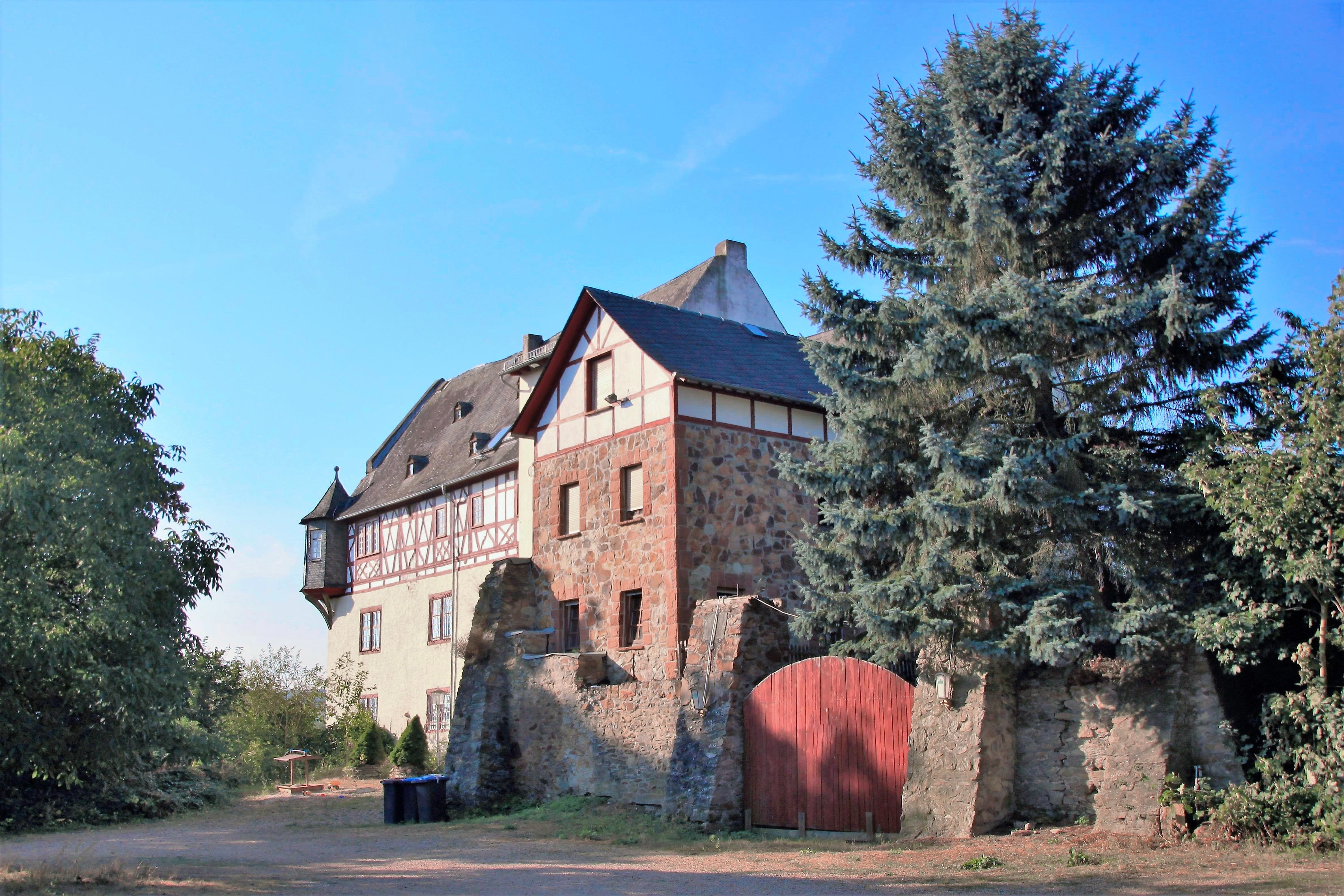
Le château de Katzenelnbogen.

Le premier représentant des Katzenelnbohgen, Diether Ier, qui sert alors comme bailli (Vogt) de l'abbaye de Prüm, est mentionné pour la première fois vers 1070 dans un acte délivré par l'archevêque Annon II de Cologne. À partir de 1094, Diether et son fils Henri Ier firent construire le château de Katzenelnbogen dans les montagnes du Taunus sur la rive droite du Rhin. Leurs descendants ont créé l'abbaye de Gronau vers 1130.
En 1138, le roi Conrad III de Hohenstaufen donne à son petit-fils Henri II le titre de comte, lorsque le Kraichgau lui est légué. L'élément décisif à cet égard a été notamment que Henri était le demi-frère aîné du comte palatin Hermann de Stahleck qui lui-même a épousé la sœur du roi. Trois ans plus tard, le frère de Henri, Philippe de Katzenelnbogen, est devenu évêque d'Osnabrück. En 1174, l'empereur Frédéric Barberousse a nommé Hermann II de Katzenelnbogen évêque de Münster.
Les comtes de Katzenelnbogen construisent également le château de Rheinfels sur le Rhin et le château d'Auerbach au XIIIe siècle et terminent le château du Katz en 1371; ils reconstruisent le Marksburg acheté aux seigneurs d'Eppstein et font l'acquisition des droits de douane extrêmement lucratifs sur le Rhin. Pendant près de quatre siècles, le comté se développe petit à petit, du Neckar à la Moselle . 
Berthold II de Katzenelnbogen devient un seigneur puissant du royaume de Thessalonique au cours des premières décennies du XIIIe siècle. 
Les comtes fondent de nombreuses villes et en possèdent d'autres pendant des siècles ou des décennies, telles qu'Offenbach, Gießen, Diez et Limbourg. Ils contribuent également à l'agrandissement de l'abbaye d'Eberbach, qui devient la nécropole des comtes au XIVe siècle. Après la mort prématurée du fils unique du comte Philippe en 1453, il se fait appeler comte de Katzenelnbogen-Diez. À la mort de Philippe en 1479, la lignée masculine des Katzenelnbogens s'éteint. Le comté supérieur est transmis aux landgraves de Hesse en vertu du mariage de 1458 d'Henri III de Haute-Hesse avec la fille du comte Philippe, Anne de Katzenelnbogen (en). Par la suite, les landgraves de Hesse ajoutent à leur titre "comte de Katzenelnbogen". 
Aujourd'hui, le grand-duc de Luxembourg et le roi des Pays-Bas portent le titre de "comte de Katzenelnbogen".

## Histoire vinicole
En 1435, le comte Jean IV de Katzenelnbogen construit son dernier château à Rüsselsheim, où il ordonne de cultiver la célèbre variété riesling. Ceci est la première documentation de la vigne dans l'histoire. Des centaines de vignobles sont répertoriés, dont beaucoup existent encore, parmi lesquels le célèbre rocher Lorelei documenté en 1395. 

## Vogts de Katzenelnbogen
- Diether I (né vers 1065 ; mort en 1095), Vogt de l'abbaye de Prüm
- Diether II (? -? )
- Henri Ier (mort en 1102)

## Comtes de Katzenelnbogen

### Ligne d'origine
- Henri II (né vers 1124; mort en 1160)
- Henri III (mort vers 1179)
- Diether III (né vers 1160; mort vers 1219)
- Diether IV (mort en 1245), également comte de Lichtenberg

Le comté est divisé en 1260 et gouverné par deux branches distinctes. 

### Branche aînée
- Diether V (mort en 1276)
- Guillaume Ier (né 1276/1277; mort en 1331)
- Guillaume II (né avant 1331; mort avant le 23 octobre 1385)
- Eberhard V (né vers 1322; mort en 1402)

### Branche cadette
- Eberhard Ier (né vers 1243; mort en 1311)
- Gérard (mort en 1312), fils d'Eberhard Ier
  - Eberhard II (mort en 1329), fils du précédent
  - Jean II (mort en 1357), fils du précédent 
    - Diether VIII (né en 1340; mort en 1402), fils du précédent
- Berthold III (mort en 1321), fils d'Eberhard Ier
  - Eberhard III (mort en 1328), fils du précédent 
    - Eberhard IV (mort en 1354), fils du précédent

Diether VIII succède à Eberhard IV, réunissant la branche cadette. 
Tout le comté est réuni en 1402 par Jean IV, fils de Diether VIII, qui épouse sa cousine Anne, fille et héritière d'Eberhard V, en 1385. 

### Comté réunifié
- Jean IV (décédé en 1444)
- Philippe Ier (né en 1402; mort en 1479)
- Anne (en) (née en 1443 ; morte en 1494)

Anne épouse Henri III, landgrave de Haute-Hesse, et le comté passe à la maison de Hesse. 